# Serra do Tapirapuã
Serra do Tapirapuã är ett högland i Brasilien.   Det ligger i delstaten Mato Grosso, i den centrala delen av landet, 1 000 km väster om huvudstaden Brasília.
Omgivningarna runt Serra do Tapirapuã är huvudsakligen savann. Runt Serra do Tapirapuã är det glesbefolkat, med 11 invånare per kvadratkilometer.